# Robert Grützmacher
Robert Grützmacher (* 20. Juli 1891 in Bromberg; † 1. Dezember 1970 in West-Berlin) war ein deutscher Politiker (SPD).
Robert Grützmacher besuchte eine Mittelschule und ab 1904 eine kaufmännische Fortbildungsschule. 1908 machte er eine Lehre als Drogist und arbeitete als Angestellter. Er trat der SPD bei. Später war er Handelsvertreter in der chemischen Industrie in Berlin. Nach der „Machtergreifung“ der Nationalsozialisten machte Grützmacher ab 1933 illegale Arbeit.
Nach dem Zweiten Weltkrieg arbeitete Grützmacher wieder als selbständiger Handelsvertreter in der chemischen Industrie. Ab 1945 war er Kreisleiter der SPD im Bezirk Friedrichshain und bei der ersten Berliner Wahl 1946 in die Stadtverordnetenversammlung von Groß-Berlin gewählt, Ende 1948 schied er aus dem Parlament aus. Grützmacher war Mitglied des Wirtschaftspolitischen Ausschusses der SPD Berlin.